# Ildefonso Manuel Gil
Ildefonso-Manuel Gil, né le 22 janvier 1912 à Paniza, Saragosse et mort le 28 avril 2003 à Saragosse, est un poète, narrateur, essayiste et traducteur espagnol, rattaché à la génération du 36.

## Biographie
Ildefonso-Manuel Gil est né dans le village de Paniza, province de Saragosse, le 22 janvier 1912 et a été enterré en Daroca en 2003, à l'âge de 91 ans.« Homme de la Génération de 36 » comme il se définissait lui-même, Il est diplômé en droit de l'université de Madrid et titulaire d'un doctorat en littérature. Il fonde la revue Literatura, avec son collègue Ricardo Guillón et enseigne au Collège Saint Tomás de Saragosse.
Il subit la répression de la dictature franquiste et est emprisonné à Teruel pendant la guerre civile, en tant que républicain éminent. Plus tard, il est harcelé pour ne pas avoir voulu prêter serment aux principes du mouvement national de Francisco Franco.
Dans les années 1960, il s'exile aux États-Unis pour enseigner la littérature dans une université new-yorkaise, où il travaille jusqu'à sa retraite. En 1983, pendant la transition démocratique, il revient en Espagne et s'installe à Saragosse. C'est dans cette ville qu'il dirige, à partir de 1983, l'institution Fernando el Católico, dont il est nommé conseiller honoraire. Il est membre de l'Académie nord-américaine de la langue espagnole et, à ce titre, membre correspondant de l'Académie royale espagnole. Au cours de ces années, il reçoit plusieurs distinctions : en 1982, la médaille d'or de Saragosse, en 1993, la médaille de Santa Isabel de Portugal, la médaille d'honneur d'Aragon en 1996 et la médaille d'honneur de l'institution "Fernando el Católico" en 2000. Il meurt trois ans plus tard, peut-être à la suite d'une fracture de la hanche survenue quelques années auparavant.

## Œuvres
Sa poésie peut être considérée comme néoromantique, parfois presque néo-classique, et il a une tendance marquée à enchaîner les poèmes d'un même livre. Dans certaines de ses œuvres, il y a un accent de contestation civique, typique du moment historique, qui est lié à la poésie sociale de l'après-guerre, tout en continuant à se situer sur un plan individuel. L'expression simple et directe est condensée dans de courts poèmes dans lesquels il démontre son extraordinaire maîtrise de la versification, qu'il s'agisse de verbe libre, ou alors de la structure des strophes.

### Prose
- La moneda en el suelo (1951), l'histoire d'un violoniste qui perd ses mains dans un accident et entre dans un processus d'autodestruction qui, comme Gil le reconnaît lui-même, est lié à celui de sa génération pendant la guerre civile. Ce roman se caractérise par l'insensibilité aux éléments d'autrui, le manque de vitalité, l'individualisme, l'égoïsme et l'empressement du protagoniste à faire du plaisir sa priorité.
- Juan Pedro el dallador (1953) est l'histoire d'une vengeance et situe sa première partie dans un village aragonais, Pinarillo.
- Son dernier roman est Concierto al atardecer (1992), témoignage des horreurs de la guerre civile, il raconte les expériences de deux cents personnes arrêtées et isolées du monde extérieur dans les premiers jours du conflit. Il s'agit d'un travail douloureux et difficile, qu'il a mis vingt ans à achever.
- Le volume Hojas sueltas recueille des travaux sur divers thèmes, choisis par l'auteur parmi ceux publiés dans la presse, livres collectifs, revues ou lectures publiques, écrits entre 1935 et 1993.
- Un caballito de cartón. Memorias, 1915-1925 (1996), rappelle son enfance a Daroca. Il publie ensuite Vivos y muertos y otras apariciones(Memorias, 1924-2000) (2000), où il offre une sélection de soixante-dix ans de vie et littérature.

### Poésie
L'œuvre d'Ildefonso Manuel Gil comprend également un recueil de courts poèmes divisés en plusieurs sections, chacune d'entre elles ayant été écrite à différentes périodes de sa vie :
- El tiempo recobrado – 1950
- El incurable – 1951
- De persona a persona – 1971
- Luz sonreída, Goya, amarga luz – 1972
- Poemas del tiempo y del poema – 1973
- Poemaciones – 1982
- Las colinas – 1989